# Odontophora regalia
Odontophora regalia is een rondwormensoort uit de familie van de Axonolaimidae. De wetenschappelijke naam van de soort is voor het eerst geldig gepubliceerd in 1979 door Nichols & Musselman.